# Desarrollo inducido
El desarrollo produce algunos efectos sociales importantes, pero indirectos, conocido como desarrollo inducido. Con frecuencia, estos son los impactos del crecimiento secundario o inducido, algunos de estos efectos pueden ser pronosticados, más o menos exactamente, sobre la base de la experiencia pasada, en cambio, hay otros que son inesperados. 
Existe una gran variedad de proyectos de desarrollo que pueden causar importantes cambios secundarios en las áreas de los mismos. Son los que se relacionan con las represas grandes, la minería, las industrias grandes, la colonización agrícola planificada, el desarrollo rural integral, que genera nuevos mercados e infraestructura, y las carreteras que abren las regiones remotas. Un defecto común del diseño y evaluación ambiental de estos proyectos es la falta de planificar la afluencia de una población secundaria de inmigrantes voluntarios, que vienen para aprovechar las nuevas oportunidades económicas que se han creado. Por ejemplo, los grandes proyectos de represas y minería usualmente proveen las viviendas, alimentos, escuelas y otros servicios esenciales para los trabajadores de construcción o mineros que vienen al área alrededor del sitio del proyecto. Lo que posiblemente no se tome en cuenta es la afluencia de una población de igual magnitud que viene en busca de empleo, o a proveer otros servicios que no estén disponibles para la nueva población, y que pueden representar una carga para el medio ambiente, dadas sus necesidades de alimentos, leña y vivienda. 